# .244 H&H Magnum

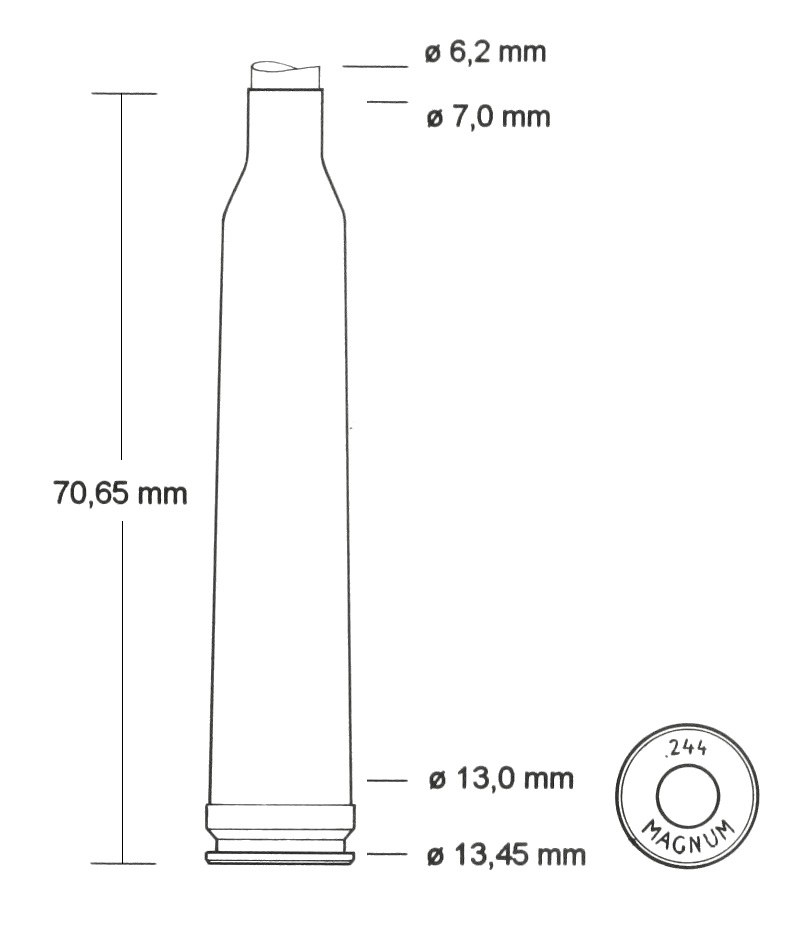
Dimensões do .244 H&H Magnum.

O cartucho .244 Holland & Holland Magnum (ou .244 H&H Magnum), foi criado em 1955 na Grã-Bretanha pelo caçador e fabricante de rifles David Lloyd de Pipewell Hall, Northamptonshire. Esse cartucho não deve ser confundido com o cartucho menor e muito mais suave. 6mm (.244 in) Remington. Caçando cervos em florestas extremamente íngremes em Glencassley na Escócia, Lloyd estava em busca de um cartucho para "canyon rifle" que disparasse excepcionalmente rápido e com uma trajetória muito plana através de vales profundos e distâncias de até 300 jardas (270 m) e mais, para tornar a estimativa de alcance menos crítica para o posicionamento preciso do projétil e para entregar um projétil contundente pesando no mínimo 100 grãos. O .244 H&H Magnum atendeu facilmente a esses critérios.

## Antecedentes
Com base no conhecido e comprovado estojo grande e cinturado do .375 H&H Magnum sem aro e com o pescoó muito estreitado, o .244 H&H' originalmente disparou uma bala de 100 grãos (6,5 g), revestida de alumínio, com ponta de cobre impulsionada por 74 grãos (4,8 g) de pólvora sem fumaça não-cordite (nitrocelulose), obtendo uma velocidade de saída de cerca de 3.500 pés por segundo (1.100 m/s). Essa carga e velocidade permanecem padrão para o cartucho carregado comercialmente hoje; embora cartuchos de recarga manual possam atingir velocidades mais altas com ajuste cuidadoso da carga. O .244 H&H Magnum raramente tem um bom desempenho em canos com menos de 26 polegadas (660 mm) de comprimento, devido à necessidade de um cano mais longo para permitir que a pressão e a velocidade da bala atinjam os níveis pretendidos.